# Ora (singolo Gigi D'Alessio)
Ora è un singolo del cantautore italiano Gigi D'Alessio.
Il brano è tratto dall'album omonimo, in uscita il 19 novembre 2013.
È in rotazione nelle radio dal 27 settembre 2013 ed è in vendita dalla stessa data in formato digitale su tutte le piattaforme web.

## Il brano
La canzone e il video, pubblicato tramite VEVO anche su YouTube, con la regia di Luca Fordellone, raccontano la storia di un giovane che è diventato un artista di successo tra mille difficoltà, proprio come D'Alessio, grazie all'affetto del pubblico.
La canzone è stata suonata da D'Alessio alla chitarra acustica, da Michael Thompson alle chitarre, da Pino Palladino al basso, da Alfredo Golino alla batteria e da Adriano Pennino alle tastiere.